# 真田四目之進
真田 四目之進（さなだ しめのしん、生年不詳 - 慶応4年1月5日（1868年1月29日））は、新選組隊士。
出身は諸説あり、島田魁「英名録」では江戸出身、川村三郎の書簡では信州の出身で28・9歳にして剣術に長けた人とある。
新選組への加盟は慶応元年（1865年）5月の江戸における隊士募集に応じ入隊。慶応3年（1867年）の幕府召抱えでは平同士として名を連ねている。翌慶応4年（1868年）1月3日に始まった鳥羽・伏見の戦いに参加し、同月5日淀千両松の戦いで戦死した。御香宮神社の名簿に名がある。